# クリスチャン・クレイグヘッド
クリスチャン・クレイグヘッド（英語: Cristian Craighead）は、イギリスの元軍人。
2019年1月15日、ケニア軍へ軍事指導をするためケニアへ滞在中、ケニアホテル襲撃事件が発生、ケニア軍、治安部隊とともに現場へ出動し、犯人グループ5人（1名自爆、4名銃器等で襲撃）のうち2人を射殺、人質などを救出した。

## ケニアホテル襲撃事件
2019年1月15日、ケニアの高級ホテル、デュシットD2ホテルにてアル・シャバブによるテロ事件が発生、ケニア軍、治安部隊とともに現場へ出動、犯人の制圧、人質の救出などを行った。当時の状況としてはケニア軍はヘルメットやプレートキャリア、AKシリーズだけとなっていたがクレイグヘッドはバラクラバにプレートキャリア、L119A2、グロック拳銃、ナイフを装備して出動した。周りが人質を救出している中、人質の安全が確保できた瞬間建物へ再び突入し、犯人の制圧、人質の救出を繰り返しているところが複数のメディアに写っていた。のちにイギリス国防省はこの人物がSAS隊員(クリスチャン・クレイグヘッド)ということを認めた。

## 除隊後
除隊後は、各国の軍や民間軍事会社などで軍事インストラクターとして働き、トランプ大統領の警護要員となったりした。WRONG WOLFという書籍を執筆、出版した。クレイグヘッドはONE MAN INという書籍も出版しようとしたが、イギリス国防省に機密事項の流出を防ぐため、出版禁止処分を下され、出版禁止を取り下げる裁判を起こしたが結果は覆らなかった。